# دانيال إل. أندرسون
دانيال إل. أندرسون (بالإنجليزية: Daniel L. Anderson)‏ هو سياسي أمريكي، ولد في 20 سبتمبر 1968 في بيتسبرغ في الولايات المتحدة. حزبياً، نشط في الحزب الجمهوري. وقد انتخب عضو مجلس نواب بنسيلفانيا.